# فهرست کشورها بر پایه تعداد کتاب‌های چاپ‌شده
فهرست رتبه‌بندی کشورها بر پایهٔ تعداد عنوان کتاب‌های چاپ‌شده در سال:
1. ایالات متحده آمریکا (۲۰۰۸) ۲۷۵٬۲۳۲[۱]
2. بریتانیا (۲۰۰۵) ۲۰۶٬۰۰۰[۲]
3. چین (۲۰۰۷) ۱۳۶٬۲۲۶[۳]
4. روسیه (۲۰۰۸) ۱۲۳٬۳۳۶[۴]
5. آلمان (۲۰۰۹) ۹۳٬۱۲۴[۵]
6. اسپانیا (۲۰۰۸) ۸۶٬۳۰۰[۶]
7. هند (۲۰۰۴) ۸۲٬۵۳۷ (۲۱٬۳۷۰ به زبان هندی و ۱۸٬۷۵۲ به زبان انگلیسی)[۷][۸]
8. ژاپن (۲۰۰۹) ۷۸٬۵۵۵[۹]
9. ایران (۲۰۱۰) ۶۵٬۰۰۰[۱۰][۱۱]
10. تایوان (۲۰۰۷) ۴۲٬۰۱۸[۱۲]
11. کره جنوبی (۲۰۱۰) ۴۰٬۲۹۱[۱۳]
12. ایتالیا (۱۹۹۶) ۳۵٬۲۳۶[۶]
13. فرانسه (۱۹۹۶) ۳۴٬۷۶۶[۶]
14. سوئد (۲۰۰۸) ۳۴٬۳۲۰[۱۴]
15. هلند (۱۹۹۳) ۳۴٬۰۶۷[۶]
16. لهستان (۲۰۱۰) ۳۱٬۵۰۰[۱۵]
17. ترکیه (۲۰۰۹) ۳۱٬۴۱۴[۱۶]
18. ویتنام (۲۰۰۹) ۲۴٬۵۸۹[۱۷]
19. اندونزی (۲۰۰۹) بیش از ۲۴٬۰۰۰[۱۷]
20. برزیل (۲۰۰۹) ۲۲٬۰۲۷[۱۸]
21. مکزیک (۲۰۰۷) ۲۰٬۳۰۰[۱۹]
22. کانادا (۱۹۹۶) ۱۹٬۹۰۰[۲۰]
23. مالزی (۲۰۰۹) ۱۵٬۷۶۷[۱۷]
24. سوئیس (۱۹۹۶) ۱۵٬۳۷۱[۶]
25. رومانی (۲۰۰۸) ۱۴٬۹۸۴[۲۱]
26. اوکراین (۲۰۰۴) ۱۴٬۷۹۰[۲۲]
27. بلژیک (۱۹۹۱) ۱۳٬۹۱۳[۶]
28. فنلاند (۲۰۰۶) ۱۳٬۶۵۶[۲۳]
29. تایلند (۲۰۰۹) ۱۳٬۶۰۷[۱۷]
30. بلاروس (۲۰۰۹) ۱۲٬۸۸۵[۲۴]
31. دانمارک (۱۹۹۶) ۱۲٬۳۵۲[۶]
32. جمهوری چک (۱۹۹۶) ۱۰٬۲۴۴[۶]
33. آرژانتین (۱۹۹۶) ۹٬۸۵۰[۲۰]
34. هنگ کنگ (۲۰۰۰) ۹٬۷۷۳[۲۵]
35. مجارستان (۱۹۹۶) ۹٬۱۹۳[۶]
36. استرالیا (۲۰۰۴) ۸٬۶۰۲[۲۶]
37. اتریش (۱۹۹۶) ۸٬۰۵۶[۶]
38. پرتغال (۱۹۹۶) ۷٬۸۶۸[۶]
39. اسرائیل (۲۰۰۶) ۶٬۸۶۶[۲۷]
40. یونان (۲۰۰۲) ۶٬۸۲۶[۲۸]
41. آفریقای جنوبی (۱۹۹۵) ۵٬۴۱۸[۲۹]
42. سری‌لانکا (۱۹۹۶) ۴٬۱۱۵[۳۰]
43. عربستان سعودی (۱۹۹۶) ۳٬۹۰۰[۳۰]
44. لبنان (۲۰۰۵) ۳٬۶۸۶[۳۱]
45. میانمار (۱۹۹۳) ۳٬۶۶۰[۳۰]
46. نیوزیلند (۲۰۰۳) ۳٬۶۰۰[۳۲]
47. ونزوئلا (۱۹۹۶) ۳٬۴۶۸[۲۰]
48. افغانستان (۱۹۹۰) ۲٬۷۹۵[۳۰]
49. شیلی (۱۹۹۵) ۲٬۴۶۹[۲۰]
50. مصر (۱۹۹۵) ۲٬۲۱۵[۲۹]
51. لتونی (۱۹۹۶) ۱٬۹۶۵[۶]
52. ایسلند (۲۰۰۷) ۱٬۵۳۳[۳۳]
53. فیلیپین (۱۹۹۶) ۱٬۵۰۷[۳۰]
54. نیجریه (۱۹۹۱) ۱٬۳۱۴[۲۹]
55. قزاقستان (۱۹۹۶) ۱٬۲۲۶[۳۰]
56. سوریه (۲۰۰۴) ۱٬۱۳۸[۳۴]
57. ازبکستان (۱۹۹۶) ۱٬۰۰۳[۳۰]
58. اروگوئه (۱۹۹۶) ۹۳۴[۲۰]
59. قبرس (۱۹۹۶) ۹۳۰[۳۰]
60. مراکش (۱۹۹۶) ۹۱۸[۲۹]
61. تونس (۱۹۹۶) ۷۲۰[۲۹]
62. الجزایر (۱۹۹۶) ۶۷۰[۲۹]
63. پرو (۱۹۹۶) ۶۱۲[۲۰]
64. گرجستان (۱۹۹۸) ۵۸۱[۳۰]
65. جمهوری آذربایجان (۱۹۹۶) ۵۴۲[۳۰]
66. اردن (۱۹۹۶) ۵۱۱[۳۰]
67. ترکمنستان (۱۹۹۴) ۴۵۰[۳۰]
68. قرقیزستان (۱۹۹۸) ۴۲۰[۳۰]
69. مالت (۱۹۹۵) ۴۰۴[۶]
70. فیجی (۱۹۹۴) ۴۰۱[۳۵]
71. ارمنستان (۱۹۹۶) ۳۹۶[۳۰]
72. آلبانی (۱۹۹۱) ۳۸۱[۶]
73. کنیا (۱۹۹۴) ۳۰۰[۲۹]
74. امارات متحده عربی (۱۹۹۳) ۲۹۳[۳۰]
75. اوگاندا (۱۹۹۶) ۲۸۸[۲۹]
76. مغولستان (۱۹۹۲) ۲۸۵[۳۰]
77. اتیوپی (۱۹۹۱) ۲۴۰[۲۹]
78. زیمبابوه (۱۹۹۲) ۲۳۲[۲۹]
79. واتیکان (۱۹۹۶) ۲۲۸[۶]
80. قطر (۱۹۹۶) ۲۰۹[۳۰]
81. کویت (۱۹۹۲) ۱۹۶[۳۰]
82. تانزانیا (۱۹۹۰) ۱۷۲[۲۹]
83. بوتسوانا (۱۹۹۱) ۱۵۸[۲۹]
84. پاراگوئه (۱۹۹۳) ۱۵۲[۲۰]
85. تاجیکستان (۱۹۹۶) ۱۳۲[۳۰]
86. پاپوآ گینه نو (۱۹۹۱) ۱۲۲[۳۵]
87. ماداگاسکار (۱۹۹۶) ۱۱۹[۲۹]
88. مالاوی (۱۹۹۶) ۱۱۷[۲۹]
89. فلسطین (۱۹۹۶) ۱۱۴[۳۰]
90. نامیبیا (۱۹۹۰) ۱۰۶[۲۹]
91. اریتره (۱۹۹۳) ۱۰۶[۲۹]
92. برونئی (۲۰۰۹) ۹۱[۱۷]
93. لائوس (۱۹۹۵) ۸۸[۳۰]
94. بنین (۱۹۹۴) ۸۴[۲۹]
95. موریس (۱۹۹۶) ۸۰[۲۹]
96. رئونیون (۱۹۹۲) ۶۹[۲۹]
97. جمهوری دموکراتیک کنگو (۱۹۹۲) ۶۴[۲۹]
98. آندورا (۱۹۹۴) ۵۷[۶]
99. سورینام (۱۹۹۶) ۴۷[۲۰]
100. گویان (۱۹۹۶) ۴۲[۲۰]
101. موناکو (۱۹۹۰) ۴۱[۶]
102. بحرین (۱۹۹۶) ۴۰[۳۰]
103. غنا (۱۹۹۲) ۲۸[۲۹]
104. لیبی (۱۹۹۴) ۲۶[۲۹]
105. آنگولا (۱۹۹۵) ۲۲[۲۹]
106. مالی (۱۹۹۵) ۱۴[۲۹]
107. گامبیا (۱۹۹۶) ۱۴[۲۹]
108. بورکینافاسو (۱۹۹۶) ۱۲[۲۹]
109. اکوادور (۱۹۹۵) ۱۲[۲۰]
110. عمان (۱۹۹۶) ۷[۳۰]